# Будзехув
Будзехув (пол. Budziechów) — село в Польщі, у гміні Ясень Жарського повіту Любуського воєводства.
Населення — 378 осіб (2011).
У 1975-1998 роках село належало до Зеленогурського воєводства.

## Демографія
Демографічна структура станом на 31 березня 2011 року:
|          | Загалом | Допрацездатний вік | Працездатний вік | Постпрацездатний вік |
| -------- | ------- | ------------------ | ---------------- | -------------------- |
| Чоловіки | 196     | 38                 | 142              | 16                   |
| Жінки    | 182     | 21                 | 114              | 47                   |
| Разом    | 378     | 59                 | 256              | 63                   |